# Dürfeld (Adelsgeschlecht)

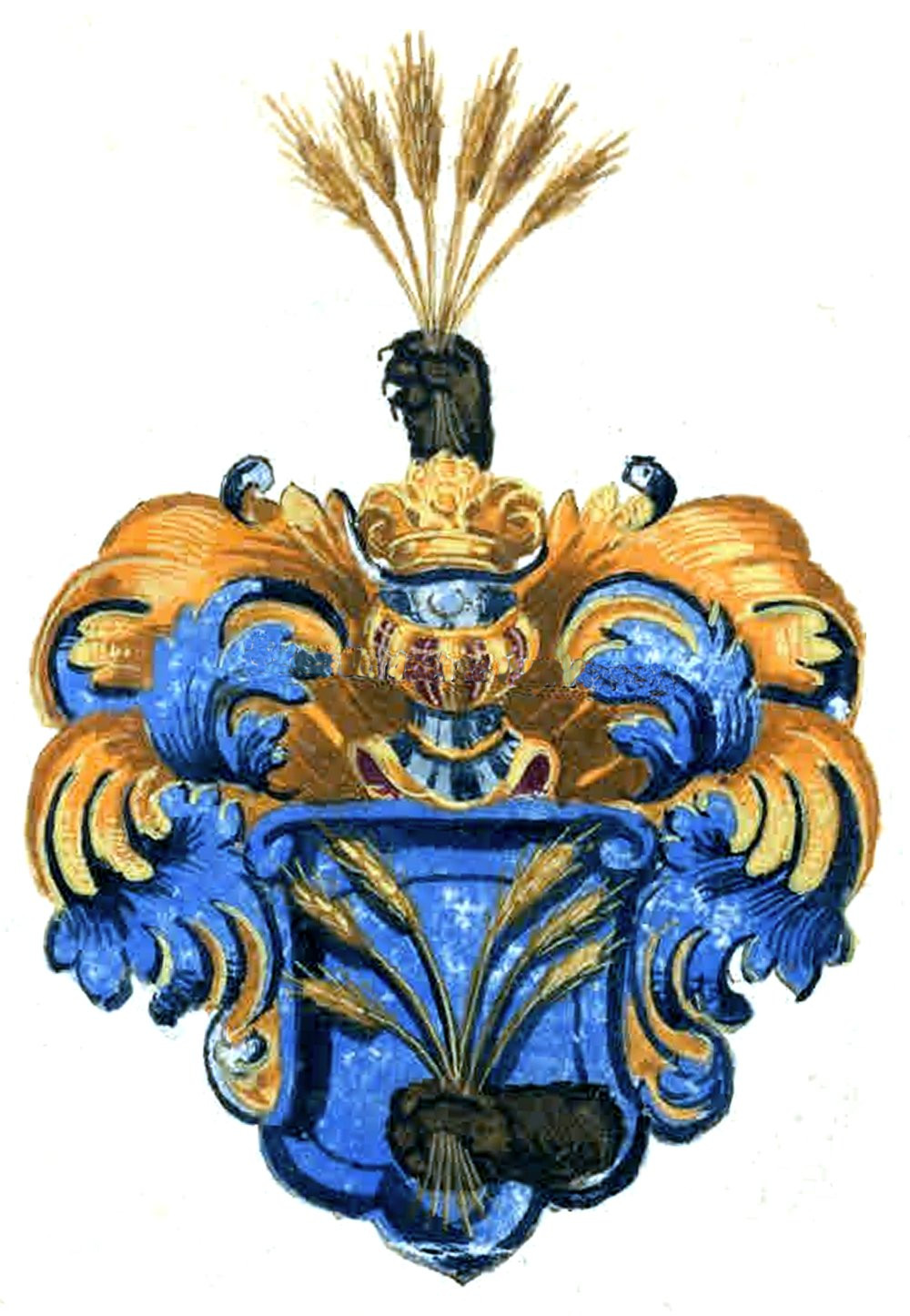
Wappen derer von Dürfeld (1659)

Dürfeld (Durfeldius, Durfelt, Dyrfeld, Durrfelt, Dürfeldt, Dürrfeld, Durfeldi, Dierfeldt) ist ein livländisches Adelsgeschlecht, welches sich nach Preußen, Sachsen und Österreich ausgebreitet hat.
Diese Familie hat nichts mit den Familien Dorfeld oder Derfelden zu tun, welche drei Fische im Wappen haben.

## Herkunft
Dieses Geschlecht soll schon im 12. Jahrhundert in Livland gelebt haben, welches Mitte des 16. Jahrhunderts ins Meißnische und Magdeburgische gelangt ist. Um diese Zeit sollen sie noch Güter zu Levenburg und Wels in Livland besessen haben.
Die heutigen estnisch / livländischen Orte haben im Laufe der Zeit Namensänderungen erfahren und so kann man mittels den etymologische Untersuchungen des Suomalainen Tiedeakatemia den genannten Ort Wels finden: Vilse, 1451 Veltze, 1488 Vels, 1531 Velse, 1583 Wels, 1586 Welse, 1840 Weltsi oder heute Veltsi.
Veltsi ist ein Dorf in der Gemeinde Rakvere, Kreis Lääne-Viru, im Nordosten Estlands.
Anders sieht das mit dem Ort Levenburg aus. Es könnte der heutige polnische Ort Lębork im ehemaligen Pommern sein, welcher zuerst zum deutschen Orden und dann zu Westpreußen gehörte, er hieß früher Lewenburg, Leuenburg und dann Lauenburg, und wäre ein möglicher Ort.

## Geschichte
Die Geschichte beginnt laut Johann Christoph von Dreyhaupt mit dem Johannes von Dürfeld aus Livland, dessen Sohn Friedrich von Dürfeld in hessische Dienste trat und fürstlicher Lantgrāve (mittelhochdeutsch für Richter und Verwalter eines Landes, Landgraf) und hessischer Hauptmann war. Dieser soll die Margarete von Binsfeld (preußische Adelsfamilie) aus der Pfalz geheiratet haben. Er ist wohl in Gotha ansässig geworden und hat den Beruf des Gerbermeisters ausgeübt.
Im Nachbarort Langensalza findet man auch einen Heinrich Dürfeld, welcher 1516, 1522, 1525, 1527, 1529, 1532, 1535 Ratsmitglied im Ratsstuhl zu Langensalza war. Ob es da aber eine verwandtschaftlicher Beziehung mit den erstgenannten gibt, wissen wir nicht.
Als Kinder des Friedrich Dürfeld findet man:
- Sigismund Dürfeld (* 26. August 1520 in Gotha), J.U.D. (Doktor der Rechte). Er war verheiratet mit Modeste Pistoris (* 1520 in Leipzig; † 15. September 1565 ebenda), der Tochter von Simon Pistoris der Jüngere von Seußlitz (* 1489 in Leipzig; † 1562 Seußlitz).
  - Margarete Dürfeld ⚭ mit Joachim Bausse († 15. August 1580), Ratmeister und Pfänner zu Halle, Sohn von Hermann Bausse (1452–1504) und der Ursula Pistoris.

- Christoph Dürfeld (* um 1525 in Gotha; † 23. Mai 1583 in Speyer),[5] Prof. Dr. jur. zu Jena, 1566–1572 Hofrat unter Herzog Johann Wilhelm, Syndicus und Assessor Scabinatus zu Halle und zuletzt kaiserlicher Reichskammergerichtsassessor zu Speyer. Er war dreimal verheiratet. (I) mit Barbara von Peine zu Wolfenbüttel und Asseburg (* in Braunschweig), (II) 1577 zu Halle mit Regina Goldstein, Tochter des Paul Goldstein (1532–1578),[7] und (III) mit Katharina von Witzleben († 1585 in Jena), Tochter von Siegmund von Witzleben und Maria von Dachröden[8]. Seine Nachkommen waren im Militär, am Hofe, saßen im Rat und im Gericht. Von diesen besonders zu erwähnen sind:
  - Joachim von Dürfeld (* 14. Dezember 1616 in Halle (Saale); † nach 1663) war ein adliger kursächsischer Rittmeister und Oberstleutnant. Reichsadelserneuerung und -bestätigung Wien 1. September 1659; Reichsadelsbestätigung mit „von“ Wien 3. März 1672.[9] Gründer der sächsischen Linie.
  - Johann Christian von Dürfeld (* 9. September 1667 in Halle (Saale); † 29. März 1737 in Magdeburg) war ein adliger geheimer Justiz- wie auch Regierungs- und Konsistorialrat zu Magdeburg. Preußische Adelserneuerung und -bestätigung durch A. KO. vom 3. Juni 1718, Diplom Berlin 8. Juli 1722 durch Friedrich Wilhelm I. von Preußen. Gründer der preußischen Linie.
  - Antonius Ignatius von Dürfeld (* 7. Oktober 1726 in Baden–Baden; † 1806) war königlich kaiserlicher österreichischer Hofrat und General-Kriegskommissariats-Sekretär. Reichsadelsbestätigung und -erneuerung Wien 14. März 1761 von Kaiser Franz I. und Verleihung des Ehrenwortes „von“.[10][9] Gründer der breisgauischen-österreichischen Linie
  - Josef Freiherr von Dürfeld (* 14. März 1803 in Wien; † 28. April 1869 in Linz an der Donau) war ein adeliger königlich kaiserlicher österreichischer Feldmarschall-Leutnant. Österreichischer Freiherrnstand durch A. E. Laxenburg 7. Juli, Diplom Wien 29. Oktober 1860.

Die Familie existiert noch.

## Wappen
Blasonierung: In Blau eine braune Bärentatze mit sechs goldenen Ähren. Auf dem gekrönten Helm mit blau-goldenen Decken die braune Bärentatze mit den Ähren wachsend.
- Wappen (1585): In Blau eine aufrecht gestellte, goldene Bärentatze, welche acht goldene Ähren ohne Blätter, neben einander stehend, emporhält. Aus dem eisernen, geschlossenen Helme wächst die Beschriebene Tatze mit den acht Ähren auf. Die Helmdecken sind blau und golden. (Stammbuchszeichnung Johannis Heinrici Durfeldii Saxo).[4]
- Wappen (1595): In Blau einen halben, nackten, goldenen Arm, welcher unten aus dem Schilde hervorwächst und einen Kornährenstengel in der Hand hält. Der Ährenstengel hat oben eine geradstehende und auf jeder Seite drei herunterhängende Ähren ohne Blätter. Aus dem mit einem von Gold und Blau gewundenen Wulste bedeckten Helme wächst der Arm des Schildes mit dem Ährenstengel auf. (Stammbuchszeichung von Johannes Galienus Dürfeld).[4]
- Wappen (1659): In Blau eine quergestellte abgeschnittene braune Bärentatze, sieben goldene Kornähren haltend; auf dem Helm mit blau-goldenen Decken die Bärentatze mit den Ähren wachsend
- Wappen (1761): In Blau eine aus dem linken Schildesrand hervorwachsende braune Bärentatze, sechs goldene Kornähren haltend; auf dem Helm mit blau-goldenen Decken die Bärentatze mit den Ähren wachs.
- Wappen (1860): Schild wie 1761; Drei Helme mit blau-goldenen Decken, auf dem rechten ein aufgerichtetes gold-gefasstes Schwert zwischen offenem, von Blau und Gold übereck-geteiltem Flug, auf dem mittleren wie 1761, auf dem linken ein aufgerichteter silbern-befiederter schwarzer Pfeil zwischen einem zehnendigen natürlichem Hirschgeweih; Schildhalter: Zwei braune Bären.

Wappen von Dürfeld (Preußen)
Wappen Joachim von Dürfeld 1659
Wappen Antonius Ignatius von Dürfeld 1761
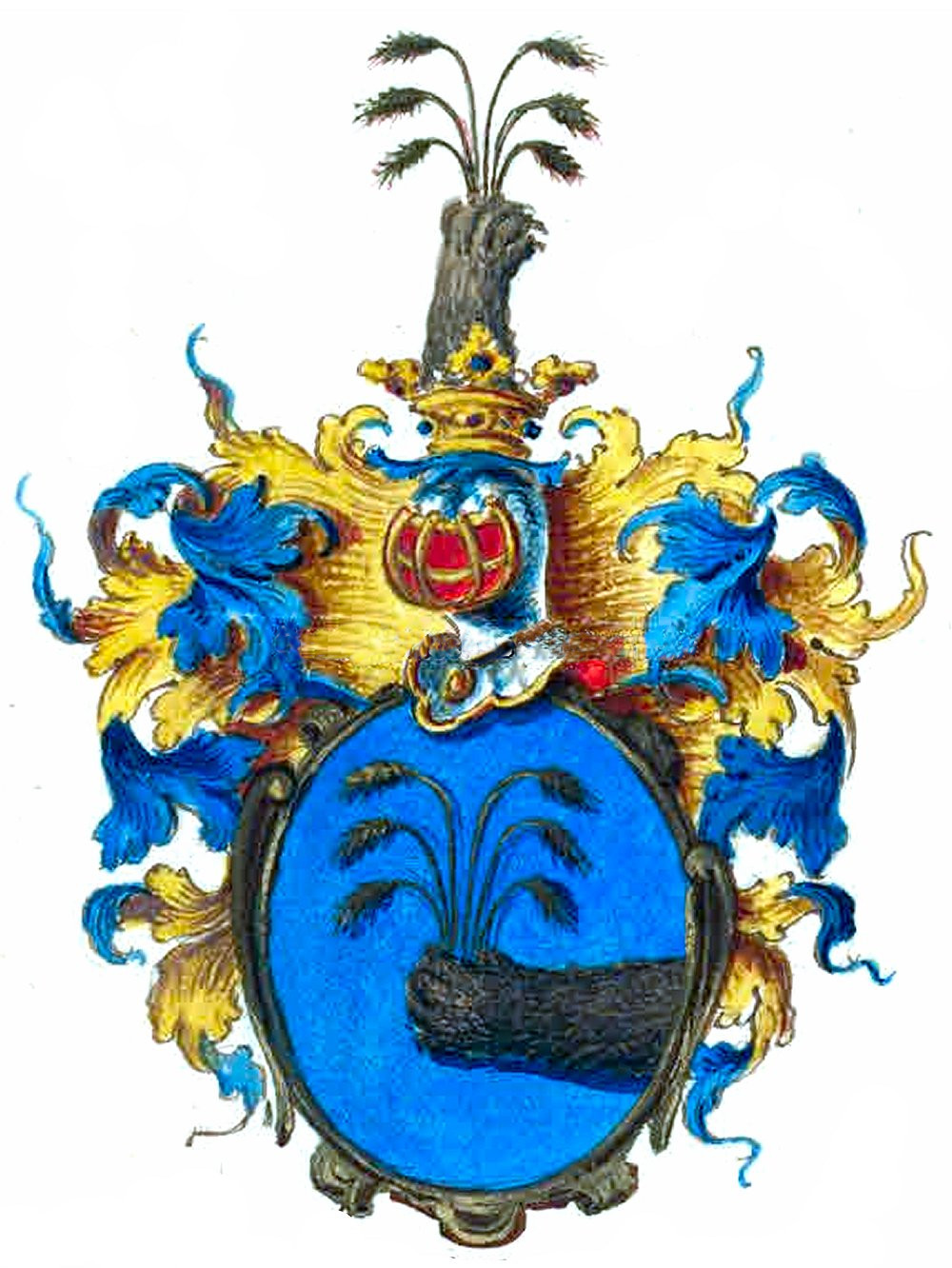
Wappen derer von Dürfeld (1761)
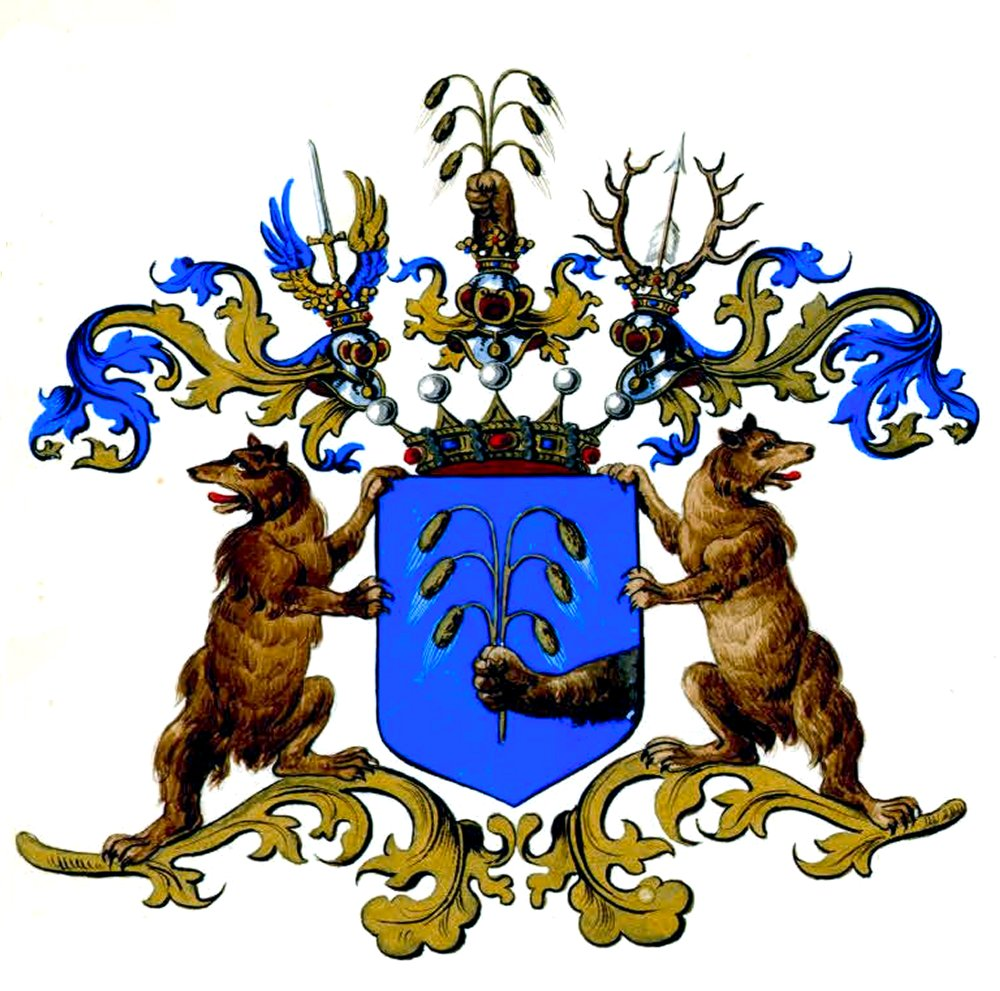
Wappen der Freiherren von Dürfeld (1860)